# Johnny Christ

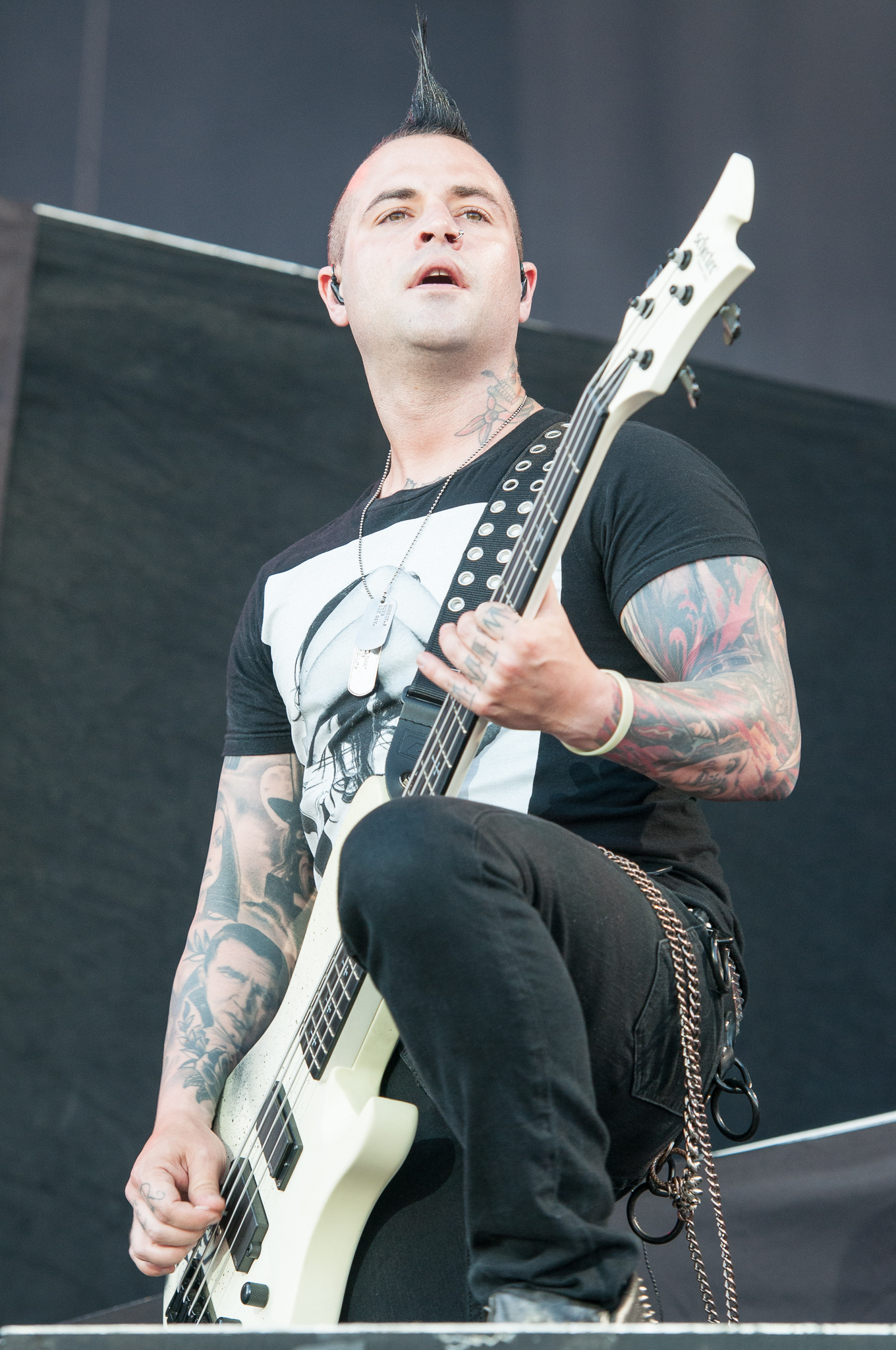
Johnny Christ, 2014.

Johnny Christ, artistnamn för Jonathan Lewis Seward, född 18 november 1984 i Huntington Beach i Kalifornien i USA, är en amerikansk basist och medlem i bandet Avenged Sevenfold. Han är Avenged Sevenfolds fjärde basist och ersatte Dameon Ash efter att denne 2002 lämnade bandet. Johnny Christs första album med Avenged Sevenfold var Waking the Fallen, släppt 2003.

## Biografi
Johnny Christs födelsenamn är Jonathan Lewis Seward och han föddes den 18 november 1984 i Huntington Beach i Kalifornien i USA. Han gick på Marina High School i Huntington Beach.
M. Shadows (Matthew Charles Sanders), Zacky Vengeance (Zachary James Baker) och The Rev (James Owen Sullivan) som gick på Huntington Beach High School samt Matt Wendt hade 1999 bildat ett band, Avenged Sevenfold, i vilket också Synyster Gates (Brian Elwin Haner) snart blev medlem. Matt Wendt, som var basist i bandet, ersattes 2000 av Justin Sane, som i sin tur ersattes av Dameon Ash 2001.
Seward, som redan innan han blev medlem i Avenged Sevenfold var bekant med The Rev och Synyster Gates, träffade snart även  M. Shadows och Zacky Vengeance och lärde känna dem. Han började spela med dem under 2002, först som ersättare för Daemon Ash och sedan, efter det att Daemon Ash helt lämnat bandet, som permanent basist. Hans första album med Avenged Sevenfold var Waking the Fallen som släpptes 2003. Detta album var gruppens andra fullängdsalbum. I Avenged Sevenfolds dvd All Excess har han sagt att det var gitarristen Zacky Vengeance som kom på hans artistnamn, Johnny Christ.
I maj 2009 var han med i rallytävlingen Gumball 3000 och åkte från kust till kust i USA med rallyteamet Fuel Girls.
Johnny Christ har sagt att Cliff Burton (den avlidne basisten i Metallica) samt Duff McKagan (basisten i Velvet Revolver och före detta basist i Guns N' Roses) och Rex Brown (basist i Pantera, Down och Crowbar) är bland hans största musikaliska influenser.